# Тувалу на літніх Олімпійських іграх 2020
Тувалу на літніх Олімпійських іграх 2020 представляли два спортсмени в одному виді спорту.